# Concilio de Roma (1080)
El año 1080 se convocó en Roma un concilio por Gregorio VII y celebrado después de la batalla que ganó Rodolfo a Enrique. 
En él se hicieron muchos Decretos pero el más famoso es la excomunión del Rey Enrique. El Papa dirigió en él la palabra a San Pedro y a San Pablo. Entre otras cosas dice:
Haced conocer ahora a todo el mundo que si podeis ligar y desatar en el Cielo, también podéis en la tierra quitar y dar los Imperios, los Reinos y los Principados, los Ducados, los Marquesados, los Condados y los bienes de todos los hombres, según sus méritos... cúmplase vuestra justicia tan prontamente sobre Enrique, que todos sepan que no caerá por acaso sino por vuestro poder.
Después se trató de la disputa entre el Arzobispo de Tours y el Obispo de Dol. El primero quería que Bretaña reconociese a la Iglesia de Tours por su metrópoli pero el Papa no pudo terminarla. Se reiteró la prohibición de dar o recibir investiduras. Se renovaron las excomuniones contra algunos Obispos y contra los Normandos que saqueaban en Italia las tierras de la Iglesia.